# Chester Gould
Pour les articles homonymes, voir Gould.
Chester Gould (20 novembre 1900 – 11 mai 1985) est un auteur de bande dessinée américain, surtout connu pour avoir créé en 1931 le comic strip Dick Tracy, qu'il a animé jusqu'à sa retraite en 1977 et qui est l'une des bandes dessinées policières les plus reconnues et influentes.

## Biographie
Chester Gould est né et a grandi à Pawnee dans l'Oklahoma. En 1919, sa famille part pour Stillwater il poursuit ses études en Business Administration à l'Oklahoma A & M (aujourd'hui Oklahoma State University) jusqu'en 1921. Cette année-là, il rejoint l'université Northwestern de Chicago. Il y est diplômé en 1923.
Fasciné par les comics depuis son enfance (il dessine ses propres histoires dès l'âge de 7 ans), Gould trouve vite un emploi d'illustrateur au sein du Chicago Evening pour lequel il réalise ses premiers comics strips : Fillum Fables (1924) et The Radio Catts. Il produit aussi un comics sur Chicago : Why It's a Windy City. Il se marie à Edna Gauger en 1926. Leur fille Jean naît en 1927.
En 1931, Gould est engagé comme dessinateur au Chicago Tribune et commence la série Dick Tracy. Il dessinera ce comics durant 46 ans, tâchant de se renseigner au maximum sur les nouvelles techniques de lutte contre le crime : il étudie au Crime Detection Laboratory de Chicago et analyse les procédures de police grâce à un policier à la retraite. Il reçoit en 1959 et, en 1977, le prestigieux Reuben Award. On lui remet de plus le prix Edgar-Allan-Poe du Mystery Writers of America en 1980. 
Chester Gould laissait une grande place à l'improvisation dans l'écriture du détail de ses histoires : sans savoir comment ses personnages allaient s'en sortir, il décidait de les mettre dans les pires situations possibles. On peut distinguer plusieurs périodes de Dick Tracy : dans les années 1930, le strip est empreint de réalisme et s'inspire des faits divers de l'époque. Dans les années 1940, Gould développe des méchants de plus en plus spectaculaires, en réponse aux actualités effrayantes de la Seconde Guerre mondiale. Dans les années 1960, il pousse sa tendance à l'anticipation au maximum et fait de Dick Tracy une série de science-fiction (terme que Gould refusait). 
Gould prend sa retraite le 25 décembre 1977 et meurt le 11 mai 1985. Sa vie et ses créations sont immortalisées au Chester Gould-Dick Tracy Museum de Woodstock. Il aura inspiré des auteurs comme Art Spiegelman, Marti, Charles Burns ou encore Joe Matt.

## Anecdote
- Les personnages et les histoires improbables de Gould ont été détournées dans certaines séquences de Fearless Fosdick (supposément dessinées par « Lester Gooch ») par Al Capp dans le comics Li'l Abner. On y trouve notamment Bomb Face, la gangster dont la tête est... une bombe.

## Prix et récompenses
- 1960 : Prix Reuben pour Dick Tracy
- 1965 :  Prix Adamson du meilleur auteur international pour l'ensemble de son œuvre
- 1978 : Prix Reuben pour Dick Tracy
- 1978 : Prix Inkpot pour l'ensemble de sa carrière
- 1980 : Prix Edgar spécial
- 2001 : Temple de la renommée Will Eisner (à titre posthume)